# نسخ طبي
النسخ الطبي هو تحويل تقرير طبيب أو مختص في الصحة إلى نص مكتوب بواسطة جهاز كتابة يدوي أو إلكتروني. وقد يلي النسخ تحرير للنص لتدقيق الألفاظ فيه.